# 高富帥俱樂部
《高富帥俱樂部》（英語：The Riot Club）是一部2014年由丹麥導演瓏·薛爾菲格執導的英國拍攝驚悚電影，改編自2010年由蘿拉·瓦德編寫之舞台劇《上流社會的傢伙》。該片由麥斯·艾恩斯、山姆·克拉弗林 和道格拉斯·布斯 主演。而該片所有牛津大學晚宴會的男生純屬虛構的。當時該舞台劇為布寧頓會毫不掩飾地揭開真實一面。

## 劇情
本片敍述由阿利斯泰爾和邁樂，同一出身贵族政治，他們第一年進入牛津大學，想加入大會，揭示當時飲酒嗑藥、揮霍無度、荒淫逸樂、大打出手大禍弊端，而邁樂女友因為睜開眼睜閉眼而分手，幸而阿利斯泰爾和邁樂免受處分，但需要退出該會。

## 主要演員
| 角色                 | 演員               |
| 邁樂·理察斯          | 麥斯·艾恩斯        |
| 阿利斯泰爾·雷勒      | 山姆·克拉弗林      |
| 哈利·維納斯          | 道格拉斯·布斯      |
| 萊恩                 | 荷莉黛·葛蘭格      |
| 詹姆斯·禮頓-馬士達斯 | 弗列德·霍士        |
| 查理絲               | 娜塔莉·多莫        |
| 雷歇爾               | 杰西卡·布朗·芬德利 |
| 雨果·法斯爾-泰爾威特 | 山姆·雷德          |
| Dimitri Mitropoulos  | 班·史奈澤          |
| 吉爾·貝靈費爾德      | 馬修·比爾德        |
| 積洛美·威列爾        | 湯姆·荷蘭德        |

## 製作
該片在2013年2月5日新聞報道指出，漢威電影為主要藍印影業（Blueprint Pictures）由編寫蘿拉·瓦德著上流社會的傢伙，由BFI電影基金和Film4 Productions所提供資助予格雷咸姆·布德貝特和Peter Czernin（彼德·克茲尼年） ，在2013年3月15日，該片暫時由羅伯·派汀森（退出）、麥斯·艾恩斯、山姆·克拉弗林 和道格拉斯·布斯參演，麥斯·艾恩斯正式參演。2013年5月19日，山姆·克拉弗林 和道格拉斯·布斯正式參演該片。2013年5月20日，環球影業正式收購英國和愛爾蘭版權。2013年7月11日，納塔莉·多莫 也參演該片活動。

## 拍攝和市場
該片由2013年6月30日於英國牛津拍攝。它們拍攝場景包括瑪格佩巷、松木拍攝影基地和温切斯特公学。
而該片市場於2014年5月16日發行。

## 外部連結
- 互联网电影数据库（IMDb）上《高富帥俱樂部》的资料（英文）
- Box Office Mojo上《高富帥俱樂部》的資料（英文）
- 爛番茄上《高富帥俱樂部》的資料（英文）
- Metacritic上《高富帥俱樂部》的資料（英文）